# Gran Premi d'Hongria del 2002
Resultats del Gran Premi d'Hongria de la temporada 2002 disputat al circuit d'Hungaroring el 18 d'agost del 2002.

## Classificació
| Pos | No | Pilot                | Equip              | Voltes | Temps/ Retirada | Pos. de sortida | Punts |
| --- | -- | -------------------- | ------------------ | ------ | --------------- | --------------- | ----- |
| 1   | 2  | Rubens Barrichello   | Ferrari            | 77     | 1h 41' 49. 001  | 1               | 10    |
| 2   | 1  | Michael Schumacher   | Ferrari            | 77     | + 0.434 s       | 2               | 6     |
| 3   | 5  | Ralf Schumacher      | Williams - BMW     | 77     | + 13.356 s      | 3               | 4     |
| 4   | 4  | Kimi Räikkönen       | McLaren - Mercedes | 77     | + 29.479 s      | 11              | 3     |
| 5   | 3  | David Coulthard      | McLaren - Mercedes | 77     | + 37.800 s      | 10              | 2     |
| 6   | 9  | Giancarlo Fisichella | Jordan - Honda     | 77     | + 1' 08.804 s   | 5               | 1     |
| 7   | 8  | Felipe Massa         | Sauber - Petronas  | 77     | + 1' 13.612 s   | 7               |       |
| 8   | 14 | Jarno Trulli         | Renault            | 76     | + 1 Volta       | 6               |       |
| 9   | 7  | Nick Heidfeld        | Sauber - Petronas  | 76     | + 1 Volta       | 8               |       |
| 10  | 10 | Takuma Sato          | Jordan - Honda     | 76     | + 1 Volta       | 14              |       |
| 11  | 6  | Juan Pablo Montoya   | Williams - BMW     | 76     | + 1 Volta       | 4               |       |
| 12  | 12 | Olivier Panis        | BAR - Honda        | 76     | + 1 Volta       | 12              |       |
| 13  | 17 | Pedro de la Rosa     | Jaguar - Cosworth  | 75     | + 2 Voltes      | 15              |       |
| 14  | 25 | Allan McNish         | Toyota             | 75     | + 2 Voltes      | 18              |       |
| 15  | 24 | Mika Salo            | Toyota             | 75     | + 2 Voltes      | 17              |       |
| 16  | 23 | Mark Webber          | Minardi - Asiatech | 75     | + 2 Voltes      | 19              |       |
| Ret | 22 | Anthony Davidson     | Minardi - Asiatech | 58     | Virolla         | 20              |       |
| Ret | 15 | Jenson Button        | Renault            | 30     | Virolla         | 9               |       |
| Ret | 16 | Eddie Irvine         | Jaguar - Cosworth  | 23     | Motor           | 16              |       |
| Ret | 11 | Jacques Villeneuve   | BAR - Honda        | 20     | Transmissió     | 13              |       |

## Altres
- Pole: Rubens Barrichello 1' 13. 333

- Volta ràpida: Michael Schumacher 1' 16. 207 (a la volta 72)